# Chris Jefferies
Christopher Allen Jefferies, detto Chris (Fresno, 13 febbraio 1980), è un ex cestista statunitense, professionista nella NBA.

## Carriera
È stato selezionato dai Los Angeles Lakers al primo giro del Draft NBA 2002 (27ª scelta assoluta).